# Richard Nagle
Richard Nagle (1636 - 6 avril 1699) est un homme politique irlandais et un avocat. Il occupe les postes de procureur général de l'Irlande, de président de la Chambre des communes irlandaise, de Lord justicier d'Irlande et de secrétaire d'État à la Guerre pour l'Irlande sous le roi Jacques II . Il s’enfuit en France en 1691 et rejoint Jacques II à Saint-Germain, où il reprend ses fonctions de secrétaire d’État et ministre de la Guerre . Il exerce ensuite les fonctions de commissaire de la maison.

## Biographie
Il est né dans une vieille famille anglaise au château de Carrigacunna, dans le comté de Cork, fils de James Nagle d'Annakissy et d'Honora Nugent. Son frère Pierce est haut shérif de Cork. Bien que Richard est initialement destiné à rejoindre le clergé, il étudie le droit à Gray's Inn et est admis au barreau de Dublin,. "Actif et habile", il connait le succès en tant qu'avocat. Richard Talbot (1er comte de Tyrconnell) amène Richard en Angleterre avec lui en 1685 pour rencontrer Jacques II qui le nomme procureur général de l'Irlande et le fait chevalier en 1686. Il le nomme également au Conseil privé d'Irlande.
Député de Cork, Nagle est élu président par la Chambre des communes irlandaise en 1689. Ce parlement est connu de la postérité sous le nom de " Parlement patriote ". Il ignore le résultat de la Glorieuse Révolution, reconnaissant le droit divin du roi Jacques II à la couronne irlandaise sur le droit parlementaire de Guillaume III d'Orange-Nassau. Richard est fermement opposé à l'Acte de colonisation de 1662 (il est l'auteur de A Letter from Coventry, un pamphlet contre la colonisation ), qui a puni les royalistes et les catholiques qui se sont battus contre le Parlement lors des guerres civiles. Il préconise sans succès son abrogation lors de cette session.
Les forces de l'armée irlandaise de Jacques II sont mises en déroute par William lors de la bataille de la Boyne, en 1690. Jacques II se retire à Dublin et convoque un conseil qui lui conseille de fuir en France, estimant que s'il ne partait pas "il courrait un grand risque d'être pris par l'ennemi". Jacques II suit leurs conseils. Nagle, accompagné de Tyrconnell, lui rend visite à sa cour en exil, à Saint Germain, à la fin de 1690. En l'absence de Nagle, ses fonctions de secrétaire d'État sont reprises par le baron Nugent de Riverston.
À la mort de Tyrconnell, Lord Lieutenant d'Irlande, Nagle devient l'un des Lords Justice d'Irlande. Les autres sont Francis Plowden et le baron Fitton de Gawsworth. Ils administrent ce qui reste d'Irlande jacobite à la place du Lord Lieutenant, bien qu'ils n'aient pas assumé le commandement des forces armées,.
Richard Nagle épouse Jane (Joan) O'Kearney le 19 septembre 1669 à Clonbrogan, en Irlande. La sœur de Jane, Mary O'Kearney, épouse le frère de Richard, Pierce Nagle, d'Annakissy, haut-shérif du comté de Cork, en 1689.